# Zoran Pribičević

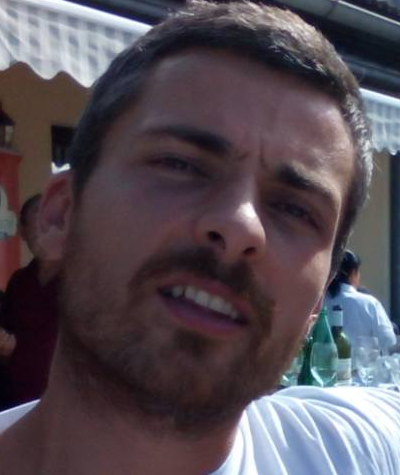
Zoran Pribičević

Zoran Pribičević (* 6. April 1983 in Zagreb, SFR Jugoslawien) ist ein kroatischer Schauspieler und Synchronsprecher. Vor der Kamera trat er vorwiegend in Film- und Serienproduktionen für das Fernsehen auf. Einem weiten Publikum bekannt wurde er in der damals neuen RTL-Soap Zabranjena ljubav als Danijel Lončar an der Seite von Anita Berisha. Er spielte dort von 2004 bis 2006 mit ehe seine Figur den Serientod starb. 2009 war Pribičević in der Krimiserie Mamutica als Nebenfigur Tomica zu sehen. 2012 spielte er in der Telenovela Larin izbor die Rolle des Dorian Damjanović. Zoran Pribičević ist seit 2011 mit der Schauspielerin Alenka Zganjer verheiratet. Das Paar hat 2 Kinder.

## Filmografie
Als Schauspieler:
Fernsehrollen
- 2004–2006: Zabranjena ljubav
- 2009: Mamutica
- 2009: Zakon!
- 2009: Bitange i princeze
- 2012: Larin izbor

Filmrollen
- 2005: Snivaj, zlato moje
- 2010: Smash!
- 2011: Kurvo
- 2016: Zbog tebe

Als Synchronsprecher:
- 2002–2007: Kim Possible ... als Wade
- seit 2011: Jake und die Nimmerland-Piraten ... als Captain Hook
- 2010: Rapunzel – Neu verföhnt ... als Flynn Rider